# 长春轨道交通Q6W-2型电动车组
长春轨道交通Q6W-2型电动车组是长春轨道交通的电动车组车款之一，现在作为增援列车配属3号线。

## 简介
Q6W-2型由湘潭电机股份有限公司在2004年生产，共2列，为70%低地板列车，3节编组。自2005年开始在长春轨道交通3号线运营，是长春轻轨的第二款电动车组。在2010年，Q6W-2型列车停止使用，目前存放于停车场内，随着线路客流增长，该型车将计划进行大修，以便重新投入服务。

## 列车配置
Q6W-2型外涂装为红色和银色，外观较Q6W-1型流线化，车门为内崁式门。列车为自动档操作，IGBT-VVVF由日本東洋電機製造生产。列车空调由广州中车负责生产，车门由北京博得负责生产。驾驶室内操纵设备为手柄式，为4级牵引、8级制动。

## 编组
|          | Q6W-2 ←长春站方向长影世纪城方向→ |            |                                 |
| 車廂編號 | Mc1                              | T1         | Mc2                             |
| 受电弓   |                                  | <          |                                 |
| 形式區分 | (Mc)                             | (Tp)       | (Mc)                            |
| 其他設備 | 驾驶室/旋转电机                  | 拖车       | 旋转电机/驾驶室                 |
| 安裝機器 | 牵引电动机/VVVF/空调机组/变电柜  | 受电弓/SIV | 牵引电动机/VVVF/空调机组/变电柜 |
| 动力分布 | ●●                               | 〇〇       | ●●                              |
| 轴式     | Bo′                              | 2′         | Bo′                             |
| 載客量   | 100人                            | 38人       | 100人                           |

範例
- SIV：静式变流器

## 未来计划
为满足日渐增长的客流需求，Q6W-2型将与其他14列轻轨车一同改造大修，2型车将组成重联的1列。改造后的牵引电气系统将与其他14列车相同。